# Vittorio Frandoli
Vittorio Frandoli (Trieste, 1902 – Trieste, 1978) è stato un ingegnere e architetto italiano.

## Studi
Nato nel 1902 da Giovanni, fondatore di uno stabilimento di lavorazione del legno, presente nei settori degli arredamenti interni navali, residenziali e commerciali, Vittorio Frandoli si diploma all'Istituto tecnico industriale di Trieste e prosegue gli studi prima all'università di Graz e successivamente al Politecnico di Vienna, dove si diploma nel 1927. Inizia il suo apprendistato nel cantiere della villa Baguer a Gorizia (1928-30), degli architetti Ilz e Pfann, e nell'allestimento del transatlantico Conte di Savoia (1931) per gli esecutivi del progetto di Gustavo Pulitzer-Finali. Infine, si diploma anche al Politecnico di Milano.

## Carriera e opere
Dopo qualche anno di lavoro a Firenze presso un'impresa di costruzioni, Frandoli è attivo a Trieste nel settore edilizio e navale.
 Il primo lavoro rilevante è la costruzione dell'Ospedale infantile di Trieste (1935-48), un lungo cantiere dove affinare le esperienze tecniche e progettuali nell'ambito dell'edilizia ospedaliera, che gli permette di svolgere successivi incarichi nel secondo dopoguerra per il Sanatorio triestino in via Rossetti (1947), per l'ampliamento dell'Ospedale Maggiore (1948), in collaborazione con Umberto Nordio, per il Poliambulatorio e sanatorio chirurgico dell'INAM (1950) con Aldo Cervi e Romano Boico. Tra gli interventi residenziali degli anni trenta sono di particolare interesse la casa torre a Fiume (1938-42), in collaborazione con Umberto Nordio, che dimostra il suo interesse per un'architettura razionalista, non sempre riaffermato così chiaramente nelle realizzazioni successive. Nel secondo dopoguerra rafforza la collaborazione con Nordio, Cervi e Boico, soprattutto collaborando per gli allestimenti delle principali motonavi degli anni cinquanta, a partire dal Conte Biancamano (1949), per poi proseguire con le Australia (1951), Augustus (1951) e Homeric (1954).
Nel 1948 realizza la sede del seminario diocesano di Trieste (1948-50) nell'ex caserma Besenghi e, nel 1955, progetta l'ampliamento di sistemazione del palazzo vescovile. I contatti e l'esperienza nel campo dell'architettura ecclesiastica si consolidano ulteriormente e gli viene affidata la progettazione della chiesa di San Pio X (1955-60), opera ispirata alla tradizione moderna tedesca.
Nel 1962 esegue il restauro del convento delle Madri benedettine e successivamente realizza il monastero delle Suore benedettine di Trieste (1965-75); esegue infine la sistemazione del nuovo altare maggiore nella cattedrale di San Giusto (1968). L'attività professionale si intensifica molto dalla seconda metà degli anni cinquanta in tutti gli ambiti edilizi, con interventi residenziali in via Diaz (1956), in via Giulia (1962) e in via Carpineto a Servola (1962); con la ripresa degli allestimenti navali in collaborazione con Cervi e Nordio nelle motonavi Galileo Galilei (1961-63), Guglielmo Marconi (1961-63), Oceanic (1962-65), Raffaello (1963), Italia (1965); nell'edilizia pubblica con la partecipazione al progetto delle case IACP di Borgo San Sergio (1960) insieme a Giuseppe Giannini, Luigi Robusti e Giuseppe Lovisato, delle case alte IACP in piazza Foraggi (1962) insieme a Cervi e Dino Tamburini, nelle sedi di banche quali la Cassa di Risparmio di Trieste di via Diaz (1960) e di Servola (1963).